# 버니 레이크의 실종
버니 레이크의 실종(Bunny Lake Is Missing)은 영국에서 제작된 오토 프레밍거 감독의 1965년 미스터리, 스릴러 영화이다. 로렌스 올리비에 등이 주연으로 출연하였고 오토 프레밍거 등이 제작에 참여하였다.

## 출연

### 주연
- 로렌스 올리비에
- 캐롤 린리

### 조연
- 케어 둘리
- 마티타 헌트
- 안나 마시
- 클리브 레빌
- 루시 맨하임
- 핀레이 커리

## 제작진
- 미술: 도널드 M. 어쉬톤
- 의상: 홉 브라이스
- Ass-PD: 마틴 C. 슈트
- 배역: 제임스 리거트